# أسطورة البيت
أسطورة البيت هي الرواية رقم 12 من سلسلة ما وراء الطبيعة التي تصدرها المؤسسة العربية الحديثة ضمن روايات مصرية للجيب للكاتب أحمد خالد توفيق تعد السلسلة أول سلسلة روايات عربية في أدب الرعب.

## أحداث الرواية
يتلقى رفعت إسماعيل خطاب من إلهام السويفى - صديقته في الطفولة - تدعوه فيها لزيارة المنصورة، فيتذكر رفعت أيامه التي كان يقضيها في المنصورة بعد وفاة والده، وأنه ذهب ليدرس في المنصورة في رعاية خاله، ويتذكر أصدقاء طفولته الذين لم يراهم من عشرات السنين.
وعندما يذهب إلى المنصورة يقابل إلهام السويفى التي تخبره أن بيت الخضراوي عاد من جديد، فيتذكر أنه هو مدحت وعماد وعبير وإلهام كانوا قد دخلوا البيت الذي يخاف منه كل أهل المنصورة - بيت الخضراوى - وأنهم قابلوا فيه فتاة صغيرة تدعى شيراز هي وعائلتها, وأنهم كانوا يلعبون معها كل يوم حتى اكتشف خاله الأمر، فجعلهم يقسمون ألا يذهبوا إليه مرة أخرى طوال حياته، وفيما بعد يكتشفوا أن كل عائلة الخضراوى لقوا مصرعهم عام 1921، أي قبل أن يدخلوا البيت بخمسة عشر عاما.
و يكتشف رفعت أن شيراز تطارد أطفال أصدقائه القدامى وأصدقائه القدامى نفسهم، فيقررون دخول البيت وفي الداخل تقابلهم أهوالا كثيرة، ويكتشفون أن البيت ذاته هو الذي يحتوى على طاقة نفسية غريبة قادرة على خلق مئات الرؤى، وبعد أن ينجحوا في الخروج من البيت بمعجزة، يقررون أن يضرموا النار في البيت للخلاص منه والأستراحة من كل المصائب التي يسببها.

## أبطال الرواية
- رفعت إسماعيل : طبيب أمراض الدم والأستاذ الجامعي الكهل المقيم بالقاهرة، نحيل، أصلع، ذو عوينات، يعاني من كتيبة من الأمراض منها على سبيل المثال لا الحصر : القرحة المعدية، ضيق الشرايين، الربو الشعبي، التهاب الرئة، آلام المفاصل، قلق، متشائم، نحس يقع في المصائب.
- مدحت وعماد : أبناء خال رفعت وهما توأم، كما أنهما أصدقاء رفعت في الطفولة.
- عبير : بنت خال رفعت، كما أنها صديقة رفعت في الطفولة.
- الهام السويفى : صديقة رفعت أيام الطفولة.
- شيراز:الفتاة التي احبها رفعت في طفولته ليكتشف في النهاية انها شبح.

## آراء ونقاش حول الرواية
- آراء القراء على موقع أبجد حول رواية أسطورة البيت
- لمعرفة المزيد من التفاصيل والآراء حول الموضوع راجع منتدى شبكة روايات التفاعلية